# Премія Артура Елліса
Премія Артура Елліса (англ. Arthur Ellis Awards, також відома як англ. The Crime Writers of Canada Awards of Excellence — Премії Асоціації канадських письменників кримінального жанру за досконалість) — канадська літературна премія, яка має багато номінацій. Щорічно її вручає «Канадське товариство письменників кримінального жанру» (англ. The Crime Writers of Canada) за найкращу канадську кримінальну літературу, в тому числі детективного жанру, опубліковану попереднього року. Премію вручають на урочистій вечері в наступному році після публікації. Її названо на честь Артура Елліса , канадського державного ката упродовж 1912—1935 років. Сама статуетка нагороди — це дерев'яна модель висячої у петлі людини. Руки й ноги її рухаються, коли натягують нитку статуї.

## Переможці

### Найкращий роман
1980-ті роки
- 1984 — The Night the Gods Smiled (Ніч, коли боги сміялися), Eric Wright[en] (Ерік Райт)
- 1985 — Murder Sees the Light (Вбивство бачить світло), Howard Engel[en] (Говард Енджел)
- 1986 — Death in the Old Country (Смерть у древній країні), Eric Wright[en] (Ерік Райт)
- 1987 — Buried on Sunday (Похований у неділю), Edward O. Phillips[en] (Едвард О. Філліпс)
- 1988 — Swann[en] (Лебідь), Carol Shields[en] (Керол Шилдс)
- 1989 — Jack (Джек), Chris Scott[en] (Кріс Скотт)

1990-ті роки
- 1990 — Hot Shots (Гарячі постріли), Laurence Gough (Лоуренс Гоф)
- 1991 — A Chill Rain in January (Холодний дощ у січні), L. R. Wright[en] (Л. Р. Райт)
- 1992 — Past Reason Hated[en] (Минуле — причина ненавидіти), Peter Robinson[en] (Пітер Робінсон)
- 1993 — Lizardskin (Шкіра ящірки), Carsten Stroud (Карстен Страуд)
- 1994 — Gypsy Sins (Гріхи ромів), Джон Лоуренс Рейнольдс (John Lawrence Reynolds)
- 1995 — A Colder Kind of Death (Холодніший вид смерті), Gail Bowen[en] (Гейл Бовен)
- 1996 — Mother Love (Мати любить), L. R. Wright[en] (Л. Р. Райт)
- 1997 — Innocent Graves[en] (Могили невинних), Peter Robinson[en] (Пітер Робінсон)
- 1998 — Trial of Passion (Випробування пристрастей), William Deverell[en] (Вільям Деверелл)
- 1999 — Old Wounds (Старі рани), Nora Kelly[en] (Нора Келлі)

2000-ні роки
- 2000 — The Feast of Stephen (Бенкет Стефана), Rosemary Aubert[en] (Розмарі Обер)
- 2001 — Cold Is the Grave[en] (Холод є могилою), Peter Robinson[en] (Пітер Робінсон)
- 2002 — Midnight Hour (Опівнічна година), Michelle Spring[en] (Майкл Спрінг)
- 2003 — Blood of Others (Кров інших), Rick Mofina[en] (Рік Мофіна)
- 2004 — The Delicate Storm (Ніжний шторм), Giles Blunt[en] (Жиль Блант)
- 2005 — Fifth Son (П'ятий син), Barbara Fradkin[en] (Барбара Фрадкін)
- 2006 — April Fool (Першоквітневий дурень), William Deverell[en] (Вільям Деверелл)
- 2007 — Honour Among Men (Честь серед людей), Barbara Fradkin[en] (Барбара Фрадкін)
- 2008 — Trumpets Sound No More (Труби більше не сурмлять), Jon Redfern (Жон Редферн)
- 2009 — Too Close to Home[en] (Занадто близько до дому), Linwood Barclay[en] (Лінвуд Барклі)

2010-ті роки
- 2010 — High Chicago (Високе Чикаго), Howard Shrier (Говард Шраєр)
- 2011 — Bury Your Dead (Поховайте своїх мертвих), Луїза Пенні (Louise Penny)
- 2012 — Before the Poison (До застосування отрути), Peter Robinson[en] (Пітер Робінсон)
- 2013 — Until the Night (Поки ніч), Giles Blunt[en] (Жиль Блант)
- 2014 — The Devil's Making (Створіння диявола), Seán Haldane (Шон Голдейн)
- 2015 — Plague: Murder Has a New Friend (Чума: Вбивство має нового друга), C. C. Humphreys (К. С. Гамфріс)
- 2016 — Open Season (Відкрити сезон), Peter Kirby (Пітер Кірбі)
- 2017 — The Fortunate Brother (Щасливий брат), Donna Morrissey[en] (Донна Морріссі)
- 2018 — Sleeping in the Ground (Засинаючи в землі), Peter Robinson[en] (Пітер Робінсон)
- 2019 — Though the Heavens Fall (Хоч небеса падають), Anne Emery[en] (Енн Емері)

2020-тї роки
- 2020 — Greenwood (Грінвуд), Michael Christie[en] (Майкл Крісті)
- 2021 — The Finder (Шукач), Will Ferguson[en] (Вілл Фергюсон)
- 2022 — Under the Outlaw Moon (Під місяцем-розбійником), Dietrich Kalteis[de] (Дітріх Калтейз)
- 2023 — Going to Beautiful (Йду до вродливця), Антоній Бідулка (Anthony Bidulka)
- 2024 — The Maid’s Diary (Щоденник покоївки), Лорет Енн Вайт (Loreth Ann White)

### Найкращий перший роман
1980-ті роки
- 1987 — Murder on the Run (Вбивство на бігу), Caroline Roe[en] (Каролін Ру)
- 1988 — The Goldfish Bowl (Чаша для золотої рибки), Laurence Gough (Лоуренс Гоф)
- 1989 — A Stone of the Heart (Камінь серця), John Brady (Джон Брейді)

1990-ті роки
- 1990 — The Man Who Murdered God (Людина, яка вбила бога), Джон Лоуренс Рейнольдс (John Lawrence Reynolds)
- 1991 — Sniper's Moon (Місяць снайпера), Carsten Stroud (Карстен Страуд)
- 1992 — Flesh Wound (Рана плоті), Paul Grescoe (Пол Греско)
- 1993 — Passion Play (Пристрастна гра), Шон Стюарт (Sean Stewart)
- 1994 — Memory Trace (Слід пам'яті), Gavin Scott (Гевін Скотт)
- 1995 — What's A Girl Gotta Do? (Що повинна робити дівчина?), Sparkle Hayter[en] (Спарклі Гейтер)
- 1996 — The Last Castrato (Останній кастрат), John Spencer Hill (Джон Спенсер Гілл) і Moonlit Days and Nights (Місячні дні й ночі), D.H. Toole (Д. Г. Туле)
- 1997 — Death At Buckingham Palace (Смерть у Букінгемському палаці), Douglas Whiteway aka C. C. Benison[en] (С. С. Бенісон)
- 1998 — Déjà Dead[en] (Вже мертва), Кеті Райкс (Kathy Reichs)
- 1999 — Sudden Blow (Раптовий удар), Liz Brady (Ліз Брейді)

2000-ні роки
- 2000 — Lost Girls (Загублені дівчинки), Andrew Pyper[en] (Ендрю Пайпер)
- 2001 — Hands Like Clouds (Руки люблять облака), Mark Zuehlke (Марк Зюльке)
- 2002 — The Boy Must Die (Хлопець має померти), Jon Redfern (Жон Редферн)
- 2003 — Midnight Cab (Опівнічний кеб), James W. Nichol[en], (Джеймс В. Нікол)
- 2004 — Just Murder (Просто вбивство), Jan Rehner (Ян Ренер)
- 2005 — Dark Places (Темні місця), Jon Evans[en] (Жон Еванс)
- 2006 — Still Life (Натюрморт), Луїза Пенні (Louise Penny)
- 2007 — Sign of the Cross (Хресне знамення), Anne Emery[en] (Енн Емері)
- 2008 — Garcia's Heart (Серце Гарсії), Liam Durcan[en] (Ліам Дуркан)
- 2009 — Buffalo Jump (Стрибок бика), Howard Shrier (Говард Шраєр)

2010-ті роки
- 2010 — The Sweetness at the Bottom of the Pie[en] (Солодкість на донці пирога), Алан Бредлі (Alan Bradley)
- 2011 — The Debba (Дебба), Avner Mandelman[en], (Авнер Мандельман)
- 2012 — The Water Rat of Wanchai (Водяний щур із Ванхая), Ian Hamilton[en] (Ян Гамільтон)
- 2013 — The Haunting of Maddy Clare (Привиди Медді Клер), Simone St. James (Сімон Сент-Джеймс)
- 2014 — Bait (Наживка), J. Kent Messum (Дж. Кент Мессум)
- 2015 — A Siege of Bitterns (Облога гірких), Steve Burrows[en] (Стів Барроус)
- 2016 — The Unquiet Dead (Неспокійні мерці), Ausma Zehanat Khan[en] (Аусма Зеханат Хан)
- 2017 — Strange Things Done (Чудні речі зроблені), Elle Wild (Еллі Вайлд)
- 2018 — Full Curl (Повний завиток), Dave Butler (Дейв Батлер)
- 2019 —  Cobra Clutch (Хватка кобри), A.J. Devlin (А. Д. Девлін)

2020-ті роки
- 2020 — Nobody Move (Ніхто не рухається), Philip Elliott (Філіп Елліотт)
- 2021 — The Transaction (Трансакція), Guglielmo D'Izzia (Гульєльмо Д'Іззія)
- 2022 — The Push (Поштовх), Ashley Audrain[en] (Ешлі Одрейн)
- 2023 — Citizens of Light (Громадяни світла), Sam Shelstad (Сем Шелстед)
- 2024 — The Berry Pickers (Збирачі ягід), Amanda Peters[en] (Аманда Пітерс)

### Найкраща новела
2010-ті роки
- 2013 — Contingency Plan (Резервний план), Lou Allin (Лу Аллін)
- 2014 — The Goddaughter's Revenge (Помста хрещениці), Melodie Campbell (Мелоді Кемпбелл)
- 2015 — A Knock on the Door (Стук у двері), Jas R. Petrin (Джас Р. Петрін)
- 2016 — Black Canyon (Чорний каньйон), Jeremy Bates (Джеремі Бейтс)
- 2017 — Rundown (Спуск), Rick Blechta (Рік Блечта)
- 2018 — How Lon Pruitt Was Found Murdered in an Open Field with No Footprints Around (Як довго Прюітта знаходили вбитим у відкритому полі без слідів навколо), Mike Culpepper (Майк Калпеппер)
- 2019 — Murder Among the Pines (Вбивство серед сосен), John Lawrence Reynolds (Джон Лоренс Рейнольдс)

2020-ті роки
- 2020 — The Red Chesterfield[en] (Червона пачка «Честерфілд»), Wayne Arthurson[en] (Вейн Артурсон)
- 2021 — Never Going Back (Не повертайся назад), Sam Wiebe (Сем Вібе)
- 2022 — Letters From Johnny (Листи від Джонні),  Wayne Ng (Вейн Нг)
- 2023 — The Man Who Went Down Under (Людина, яка пішла під воду), Alexis Stefanovich-Thomson (Алексіс Стефановіч-Томпсон)

З 2024 року премія у цій номінації не присуджувалась.

### Найкраща кримінальна книга французькою мовою
2000-ні роки
- 2000 — Louna (Місяць), Lionel Noël (Лайонел Ноель)
- 2001 — Le roman policier en Amérique française (Детективний роман у Французькій Америці), Norbert Spehner (Норберт Спенер)
- 2002 — Fleur invitait au troisième (Флер запросила на третій), Anne-Michèle Lévesque (Анн-Мішель Левеск)
- 2003 — Le rouge ideal (Ідеальний червоний), Jacques Côté (Жак Кот)
- 2004 — On finit toujours par payer (Ми завжди в кінцевому підсумку платимо), Jean Lemieux (Жан Лем'є)
- 2005 — Les douze pierres (Дванадцять каменів), Ann Lamontagne (Енн Ламонтань)
- 2006 — Motel Riviera (Мотель Рів'єра), Gérard Galarneau (Жерар Галарно)
- 2007 — премію не присуджено
- 2008 — Tsiganes (Циганський), Mario Bolduc (Маріо Болдюк)
- 2009 — Le Chemin des brumes (Шлях туманів), Jacques Côté (Жак Коте)

2010-ті роки
- 2010 — Le mort du chemin des Arsene (Смерть через арсен), Jean Lemieux (Жон Лемьє)
- 2011 — Dans le quartier des agités (По сусідству неспокійний), Jacques Côté (Жак Коте)
- 2012 — La chorale du diable (Хор диявола), Martin Michaud (Мартін Мішо)
- 2013 — La Nuit des albinos: Sur les traces de Max O'Brien (Ніч альбіносів: слідами Макса О'Брайена), Mario Bolduc (Маріо Болдук)
- 2014 — L'enfant promis (Обіцяна дитина), Maureen Martineau (Морін Мартіно)
- 2015 — Bondrée (Канюк), Andrée A. Michaud[en] (Андрея А. Мішо)
- 2016 — L'Affaire Myosotis (Справа Міосотіс), Luc Chartrand (Люк Чартранд)
- 2017 — Red Light: Adieu, Mignonne (Червоне світло: Прощавай, мила), Marie-Ève Bourassa (Марі-Єва Бурасса)
- 2018 — Les Tricoteuses (В'язальниці), Marie Saur (Марі Сур)
- 2019 — Adolphus — Une enquête de Joseph Laflamme (Адольф — розслідування Джозефа Лафламма), Hervé Gagnon (Ерве Ганьон)

2020-ті роки
- 2020 — Tempêtes (Бурі), Andrée A. Michaud[en] (Андрее А. Мішо)
- 2021 — La mariée de corail (Наречена у коралах), Roxanne Bouchard[en] (Роксана Бушар)
- 2022 — Flots (Повені), Патрік Сенекаль

З 2023 року премія в цій номінації не присуджувалася

### Найкращий традиційний кримінальний роман
2020-ті роки
- 2023 — What’s the Matter with Mary Jane? (Що трапилося з Мері Джейн?), Candas Jane Dorsey[en] (Кендес Джейн Дорсі)
- 2024 — The Mystery Guest (Таємничий гість), Ніта Проуз (Nita Prose)

### Найкращий кримінальний роман у Канаді
- 2024 — Wild Hope (Дика надія), Joan Thomas[en] (Джоан Томас)

### Найкраще оповідання
1980-ті роки
- 1988 — Looking for an Honest Man (Шукаючи чесну людину), Eric Wright[en] (Ерик Райт)
- 1989 — Killer in the House (Вбивця в будинку), Jas. R. Petrin (Ж. Р. Петрін)

1990-ті роки
- 1990 — Humbug (Обман), Йозеф Шкворецький (Josef Skvorecky)
- 1991 — Innocence (Невинність), Peter Robinson[en] (Пітер Робінсон)
- 1992 — Two in the Bush (Двоє в буші), Eric Wright[en] (Ерик Райт)
- 1993 — Mantrap (Пастка для людини), Nancy Kilpatrick[en] (Ненсі Кілпатрік)
- 1994 — Just Like Old Times (Як у старі часи), Роберт Дж. Соєр (Robert J. Sawyer)
- 1995 — Midnight Boat to Palermo (Опівнічний катер до Палермо), Rosemary Aubert[en] (Розмарі Обер)
- 1996 — Cotton Armour (Бавовняна броня), Mary Jane Maffini[en] (Мері Джейн Меффіні)
- 1997 — Dead Run (Мертвий біг), Richard K. Bercuson (Ричард К. Біркусон)
- 1998 — Widow’s Weeds (Вдовині бур'яни), Sue Pike (Сью Пайк)
- 1999 — Last Inning (Останній інінг), Scott Mackay[en] (Скотт Маккей)

2000-ні роки
- 2000 — One More Kill (Ще одне вбивство), Matt Hughes[en] (Метт Гьюз)
- 2001 — Murder in Utopia (Вбивство в Утопії), Peter Robinson[en] (Пітер Робінсон)
- 2002 — Sign of the Times (Знак часу), Mary Jane Maffini[en] (Мері Джейн Маффіні)
- 2003 — Bottom Walker (Нижні ходунки), James Powell[en] (Джеймс Павелл)
- 2004 — Dead Wood (Мертвий ліс), Gregory Ward (Грегорі Ворд)
- 2005 — Crocodile Tears (Сльози крокодила),   Leslie Watts (Леслі Воттс)
- 2006 — Lightning Rider (Блискавичний вершник), Rick Mofina[en] (Рік Мофіна)
- 2007 — Fuzzy Wuzzy (Нечіткий), Dennis Richard Murphy (Денніс Річард Мерфі)
- 2008 — Turners (Токарі), Leslie Watts (Леслі Веттс)
- 2009 — Filmsong (Пісня з кінофільму), Pasha Malla[en] (Пеша Мелла)

2010-і роки
- 2010 — Prisoner in Paradise (В'язень у раю),  Dennis Richard Murphy (Денніс Ричард Мерфі)
- 2011 — So Much in Common (Так багато спільного), Mary Jane Maffini[en] (Мері Джейн Маффіні)
- 2012 — What Kelly Did (Що зробила Келлі), Catherine Astolfo (Катерина Астольфо)
- 2013 — Switch-blade Knife (Ніж зі змінним лезом), Yasuko Thanh[en] (Ясуко Тан)
- 2014 — Footprints in Water (Сліди у воді), Twist Phelan[en] (Твіст Філен)
- 2015 — Stone Mattress (Кам'яний матрац), Маргарет Етвуд (Margaret Atwood)
- 2016 — The Avocado Kid (Малюк авокадо), Scott Mackay[en] (Скотт Макей)
- 2017 — A Death at the Parsonage (Смерть у будинку священика), Susan Daly (Сюзан Делі)
- 2018 — The Outlier (Викид), Catherine Astolfo (Кетрін Астольфо)
- 2019 — Terminal City (Термінальне місто), Linda L. Richards[en] (Лінда Л. Річардс)

2020-і роки
- 2020 — Closing Doors (Закриваючи двері), Peter Sellers (Пітер Селлерс)
- 2021 — Cold Wave (Холодна хвиля), Marcelle Dubé (Марсель Дуб)
- 2022 — Number 10 Marlborough Place (Мальборо Плейс №10), Elizabeth Elwood (Елізабет Елвуд)
- 2023 — The Girl Who Was Only Three Quarters Dead (Дівчина, яка була лише на три чверті мертва),  Craig H. Bowlsby (Крейг Г. Бовлсбі)
- 2024 — Reversion (Реверсія),  Marcelle Dubé (Марсель Дюбе)

### Найкраща кримінальна нехудожня книга
1980-ті роки
- 1985 — The Trials of Israel Lipsky (Випробування Ізраеля Ліпскі), Martin Friedland[en] (Мартін Фрідленд)
- 1986 — A Canadian Tragedy (Канадська трагедія), Maggie Siggins[en] (Меггі Сіггінс)
- 1987 — Hunting Humans (Полюючи на людей), Elliott Leyton[en] (Елліот Лейтон)
- 1988 — Stung (Ужалений), Gary Ross[en] (Гері Росс)
- 1989 — Conspiracy of Brothers (Змова братів), Mick Lowe[en] (Мік Лов)

1990-ті роки
- 1990 — Conspiracy of Silence (Змова паперів), Lisa Priest (Ліза Пріст)
- 1991 — Ginger: The Life and Death of Albert Goodwin[en] (Джінджер: життя і смерть Альберта Гудвіна), Susan Mayse (Сюзан Мейс)
- 1992 — Arms and the Man (Зброя і людина), William Lowther (Вільям Ловзер)
- 1993 — Redrum the Innocent (Повернення невинного), Kirk Makin (Кірк Макін)
- 1994 — With Malice Aforethought (Зі злою думкою), David R. Williams (Девід Р. Вільямс)
- 1995 — The Prodigal Husband (Блудний чоловік), Michael Harris[en] (Майкл Гарріс)
- 1996 — The Secret Lives of Sgt. John Wilson (Таємні життя сержанта Джона Вілсона), Lois Simmie (Лоіс Сіммі)
- 1997 — The Cassock and the Crown (Сутана і корона), Jean Monet (Жан Моне)
- 1998 — When She Was Bad (Коли вона була поганою), Patricia Pearson[en] (Патрісія Пірсон)
- 1999 — No Claim to Mercy (Без претензій на милосердя), Derek Finkle (Дерек Фінклі)

2000-ні роки
- 2000 — Cowboys and Indians (Ковбої та індіанці), Gordon Sinclair Jr. (Гордон Сінклер мол.)
- 2001 — The Spinster and the Prophet (Діва і пророк), A.B. McKillop[en] (Е. Б. Маккіллоп)
- 2002 — Saboteurs (Диверсанти), Andrew Nikiforuk[en] (Ендрю Нікіфорук)
- 2003 — Covert Entry (Прихований вхід), Andrew Mitrovica (Ендрю Мітровіца)
- 2004 — The Road to Hell (Шлях у пекло), Julian Sher[en] and William Marsden (Джуліан Шер і Вільям Марсден)
- 2005 — The Irish Game (Ірландська гра), Matthew Hart (Метью Герт)
- 2006 — Under the Bridge (Під мостом), Rebecca Godfrey[en] (Ребекка Годфрі)
- 2007 — High (Високий), Brian O'Dea[en] (Браян О'Ді)
- 2008 — One Child at a Time (Одне дитя на часі) Julian Sher[en] (Джуліан Шер)
- 2009 — Mafiaboy (Солдат мафії), Michael Calce[en] and Craig Silverman  (Майкл Кальці та Крейг Сільвермен)

2010-ті роки
- 2010 — Murder Without Borders (Вбивство без кордонів), Terry Gould[en] (Террі Гоулд)
- 2011 — On the Farm (На фермі), Stevie Cameron[en] (Стіві Камерон)
- 2012 — Hot Art: Chasing Thieves and Detectives through the Secret World of Stolen Art[en] (Гаряче мистецтво: гонитва за злодіями та детективами в таємному світі викраденого мистецтва), Joshua Knelman (Джошуа Кнелман)
- 2013 — The Devil's Cinema[en] (Кінотеатр диявола), Steve Lillebuen[en] (Стів Лілебуен)
- 2014 — премію не присуджено
- 2015 — The Massey Murder (Вбивство Массі), Charlotte Gray[en] (Шарлотта Грей)
- 2016 — Empire of Deception: The Incredible Story of a Master Swindler Who Seduced a City and Captivated the Nation (Імперія обману: неймовірна історія майстра-шахрая, який спокусив місто та захопив націю), Dean Jobb (Дін Джобб)
- 2017 — A Daughter's Deadly Deception[en]: The Jennifer Pan Story (Смертельний обман дочки: історія Дженніфер Пен), Jeremy Grimaldi (Джеремі Грімальді)
- 2018 — The Whisky King: remarkable true story of Canada's most infamous bootlegger and the undercover Mountie on his trail (Король віскі: дивовижна правдива історія найганебнішого бутлегера Канади та таємного Маунті по його слідах), Trevor Cole[en] (Тревор Кол)
- 2019 — The Real Lolita: Kidnapping of Sally Horner and the Novel that Scandalized the World (Справжня Лоліта: викрадення Саллі Горнер і роман, який скандалізував світ), Sarah Weinman[en] (Сара Вейнман)

2020-ті роки
- 2020 — Murdered Midas: A Millionaire, His Gold Mine, and a Strange Death on an Island Paradise (Убитий Мідас: мільйонер, його золота копальня та дивна смерть на райському острові), Charlotte Gray[en]  (Шарлотта Грей)
- 2021 — Missing from the Village[en] (Пропав безвісти в селі), Justin Ling[en] (Джастін Лінг)
- 2022 — The Beatle Bandit (Бітловий бандит), Nate Hendley (Нейт Гендлі)
- 2023 — The Betrayal of Anne Frank: A Cold Case Investigation (Зрада Анни Франк: незавершене розслідування справи), Rosemary Sullivan[en] (Розмарі Салліван)
- 2024 — The Human Scale (Людський масштаб), Michael Lista[en] (Майкл Ліста)

### Премія Дерріка Мердока
Це нагорода за особливі досягнення у жанрі кримінальної та містичної літератури, яка присуджується на розсуд президента Криміналістичної організації Канади. Коли вперше була вручена в 1984 році, вона була відома як нагорода голови. Пізніше її було перейменовано на честь першого нагородженого Дерріка Мердока. Починаючи з 2013 року, вона вручається лише в ті роки, коли не вручається нова нагорода Великого Майстра.
1980-ті роки
- 1984 — Деррік Мердок (Derrick Murdoch)
- 1985 — Tony Aspler (Тоні Есплер)
- 1986 — Маргарет Міллар (Margaret Millar)
- 1987 — The CBC Drama Department (Драматичний відділ CBC)
- 1988 — J.D. Singh and Jim Reicker (Д. Д. Сінг і Джим Рейкер)
- 1989 — премію не присуджено

1990-ті роки
- 1990 — Eric Wilson[en] (Ерік Вілсон)
- 1991 — премію не присуджено
- 1992 — William Bankier, James Powell[en] and Peter Sellers (Вільям Банкіер, Джеймс Повелл і Пітер Селлерс)
- 1993 — премію не присуджено
- 1994 — премію не присуджено
- 1995 — Jim and Margaret McBride (Джим і Маргарет Макбрайд)
- 1996 — премію не присуджено
- 1997 — премію не присуджено
- 1998 — Howard Engel[en] and Eric Wright[en] (Говард Енджел і Ерік Райт)
- 1999 — Ted Wood (Тед Вуд)

2000-ні роки
- 2000 — Eddie Barber, Rick Blechta, John North and David Skene-Melvin (Едді Барбер, Рік Блечта, Джон Норт і Девід Скен-Мелвін)
- 2001 — L. R. Wright[en] (Л. Р. Райт)
- 2002 — James Dubro[en] and Caro Soles[en] (Джеймс Дубро і Керо Солс)
- 2003 — Margaret Cannon (Маргарет Кеннон)
- 2004 — Cheryl Freedman (Черіл Фрідмен)
- 2005 — Max Haines[en] (Макс Гайнс)
- 2006 — Mary Jane Maffini[en] (Мері Джейн Меффіні)
- 2007 — премію не присуджено
- 2008 — Edward D. Hoch[en] (Едвард Д. Гох)
- 2009 — Gail Bowen[en] (Гейл Бовен)

2010-ті роки
- 2010 — Peter Robinson[en] (Пітер Робінсон)
- 2011 — Louise Allin and N.A.T. Grant (Луїза Еллін і Н. Е. Т. Грант)
- 2012 — Don Graves and Catherine Astolfo (Дон Грейс і Кетрін Астольфо)
- 2013 — Lyn Hamilton[en] (Лін Гамільтон)
- 2014 — премію не присуджено
- 2015 — Sylvia McConnell (Сільвія Макконнелл)
- 2016 — премію не присуджено
- 2017 — Christina Jennings (Христина Дженнінгс)
- 2018 — премію не присуджено
- 2019 — Vicki Delany[en] (Вікі Делані)

2020-ті роки
- 2020-2022 — премію не присуджено
- 2023 — Jack Batten[en] (Джек Беттін)

### Grand Master
Нагорода  вручається кожні два роки письменнику кримінального жанру, який має видатну національну та міжнародну кар’єру, за його життєві досягнення.
2010-ті роки
- 2014 — Howard Engel[en] (Говард Енджел)
- 2016 — Eric Wright[en] (Ерік Райт)
- 2018 — Gail Bowen[en] (Гейл Бовен)

2020-ті роки
- 2020 — Peter Robinson[en] (Пітер Робінсон)
- 2022 — Луїза Пенні (Louise Penny)
- 2024 — Maureen Jennings[en] (Морін Дженнінгс)

### Найкращий роман для підлітків
- 2013 — Becoming Holmes (Стати Холмсом), Shane Peacock[en] (Шейн Пікок)
- 2014-2015 — премію не присуджено
- 2016 — Trouble is a Friend of Mine (Біда — мій друг), Stephanie Tromly (Стефані Тромлі)
- 2017 — Masterminds (Генії), Gordon Korman[en] (Гордон Корман)
- 2018 — Chase — Get Ready to Run (Погоня — готуйся бігти), Linwood Barclay[en] (Лінвуд Барклі)
- 2019 — Escape (Втеча), Linwood Barclay[en] (Лінвуд Барклі)
- 2020 — Keep This to Yourself (Тримай це при собі), Tom Ryan (Том Раян)
- 2021 — Red Fox Road (Дорога рудої лисиці), Frances Greenslade[en] (Френсіс Грінслейд)
- 2022 — The Traitor’s Blade (Клинок зрадника), Kevin Sands[de] (Кевін Сендс)
- 2023 — Heartbreak Homes (Будинки розбитих сердець), Jo Treggiari (Джо Треджіарі)
- 2024 — Funeral Songs for Dying Girls (Похоронні пісні для вмираючих дівчат), Cherie Dimaline[en] (Чері Дімалін)